# Mihai Răvăruț
Mihai Răvăruț (n. 11 octombrie 1907, Grumăzești, Județul Neamț – d. 19 ianuarie 1981, Iași) a fost un botanist, profesor universitar și cercetător român, recunoscut pentru contribuțiile sale remarcabile în studiul florei și vegetației Moldovei, precum și pentru activitatea sa didactică în învățământul agronomic superior. A fost decan și rector al Institutului Agronomic din Iași, membru al Academiei de Științe Agricole și Silvice și autor al lucrării de referință „Geobotanică” (1971).

## Biografie
Mihai Răvăruț s-a născut la 11 octombrie 1907 în comuna Grumăzești, județul Neamț, într-o familie de țărani, Vasile și Elena Răvăruț. A urmat școala primară la Târgu Neamț, avându-l ca învățător pe Gheorghe Bogrea, căruia i-a păstrat o recunoștință profundă. A continuat studiile la liceul „Petru Rareș” din Piatra Neamț, unde a fost atras de limbile clasice, greaca și latina, dorind inițial să le studieze la Universitatea din București. A obținut bacalaureatul în 1927, iar în același an a vizitat zona Brașov, de unde provenea străbunicul său, și a rămas ca învățător în satul Fântâna. În 1928, și-a îndeplinit serviciul militar.
În 1929, s-a înscris la Facultatea de Științe a Universității din Iași, unde a fost influențat de profesori precum Ion Borcea, Paul Bujor, Constantin Petrescu și Alexandru Popovici. Și-a aprofundat pregătirea în botanică la Universitatea din Cluj, sub îndrumarea lui Alexandru Borza, colaborând cu botaniști de renume precum Iuliu Prodan, Erasmus Nyarady, Alexandru Buia, Emil Pop și Eugen Ghișa, cu care a păstrat relații de colaborare pe termen lung.
În 1933, a devenit asistent suplinitor la catedra de Botanică a Universității din Iași, avansând ca șef de lucrări în 1942, conferențiar în 1948 (inițial pentru Patologie vegetală, apoi pentru Botanică în 1952) și profesor universitar în 1957 la Institutul Agronomic din Iași. A ocupat funcții de conducere: decan al Facultății de Agricultură în 1957, prorector între 1962 și 1965, și rector între 1965 și 1970, urmând în această funcție unor predecesori precum Haralamb Vasiliu, A. Cardaș, C. Sandu-Viile și C. Pântea. S-a retras din activitatea didactică în 1972, lăsând locul colegilor mai tineri, un gest motivat de dificultățile pe care le-a întâmpinat el însuși în carieră din cauza regulilor vremii. A murit la 19 ianuarie 1981, în Iași.

## Activitate științifică
Mihai Răvăruț a publicat peste 50 de lucrări științifice, abordând flora și vegetația Moldovei, geobotanica și fitocenoza. A descoperit 10 specii noi pentru flora României, 96 pentru flora Moldovei și 32 de taxoni noi pentru știință, contribuind semnificativ la „Flora R.P.R.” (1955–1961), unde a descris 252 de specii din 55 de genuri și 11 familii, inclusiv monografii pentru familiile Cistaceae, Crassulaceae, Saxifragaceae, Balsaminaceae, Rutaceae, Polygoniaceae, Plumbaginaceae, Caprifoliaceae și Labiatae. A colaborat cu botaniști precum Traian Săvulescu, Iuliu Prodan, Alexandru Buia și Al. Borza.

### Flora și vegetația
Răvăruț a realizat o colecție de 6720 de foi de ierbar, cunoscută ca „flora exicata”, pe parcursul a 34 de ani. Teza sa de doctorat, „Flore et vegetation du district de lassy” (1941), susținută la Universitatea „Al. I. Cuza” din Iași în fața comisiei formate din Constantin Pop, Mihai David și Ion Gh. Botez, a identificat 1454 de specii, 119 subspecii și 280 de varietăți, dintre care 119 specii noi pentru zona Iași, 40 pentru Moldova și 32 de taxoni noi pentru știință. Lucrarea include o hartă a vegetației și a subliniat importanța Moldovei ca regiune de interferență pentru elemente mediteraneene, orientale și siberiene.
Alte lucrări notabile includ „Noutăți din flora muntelui Ceahlău” (1936, 100 de specii noi, dintre care 4 pentru Moldova), „Plante vasculare din împrejurimile orașului Iași” (1938), „Plante noi sau rare pentru flora județului Alba” (1944, 53 de specii noi), „O plantă rară ce trebuie protejată, Caragana frutex” (1940, declarată rezervație științifică în Valea Lungă, Iași) și „Plante noi sau rare din flora Moldovei” (1961, 30 de specii, dintre care una nouă pentru România și 5 pentru Moldova, inclusiv *Phlomis moldovica*, specie nouă pentru știință).

### Geobotanică
Răvăruț a excelat în studii geobotanice, publicând lucrări precum „Contribuții la studiul geobotanic al pajiștilor naturale din bazinul Sucevei” (1961), „Contribuțiuni la studiul pășunilor și fânețelor din Depresiunea Jijiei Superioare, a Baseului și dealurile Copălău-Cozancea” (1956), „Contribuții la studiul pajiștilor naturale din Bazinul Putnei și Sușiței” și „Contribuții la studiul vegetației pajiștilor din Bazinul inferior al Jijiei” (1968). A propus măsuri practice, precum supraînsămânțarea pajiștilor cu *Lolium perenne* și *Trifolium repens*, combaterea eroziunii, desecarea zonelor cu rogozuri, distrugerea buruienilor toxice și organizarea pășunatului rațional.
Lucrarea „Geobotanică” (1971, cu Gheorghe Anghel și Gheorghe Turcu) a reprezentat o contribuție majoră, Răvăruț elaborând capitolul de fitogeografie (pp. 121–263), care abordează arealul, zonarea floristică a globului, împărțirea Europei în regiuni floristice, zonalitatea vegetației și importanța rezervațiilor pentru agricultură. A participat și la consfătuiri de geobotanică organizate de Societatea de Științe Naturale și Geografice (1969), contribuind la recomandări pentru protecția naturii și ameliorarea pajiștilor.

### Activitate didactică
Ca profesor la Institutul Agronomic din Iași, Răvăruț a fost un dascăl exigent, punctual și elegant, ale cărui prelegeri captivante includeau incursiuni în domenii conexe agriculturii. A elaborat manuale de referință: „Curs de botanică sistematică” (1966, 504 pagini), „Botanica” (1967, în colectiv cu E. Turenschi, 600 pagini), „Botanica generală” (1970, 507 pagini) și „Curs de taxonomie și geobotanică” (1972, 2 volume), care includeau îndrumări practice pentru utilizarea speciilor în agricultură, plante gazdă, plante ornamentale, textile și medicinale. „Botanica” (1967) a fost un tratat esențial pentru studenți, utilizat timp de două decenii, inclusiv la examenele de admitere. A condus 15 doctorate și a participat la comisii pentru 35 de teze de doctorat, 13 titluri de doctor docent și 12 grade de conferențiari și profesori universitari. A format un colectiv valoros de colaboratori, printre care E. Turenschi, C. Toma, Gh. Zanoschi și P. Pascal, care i-au continuat activitatea. Amfiteatrul Institutului Agronomic din Iași îi poartă astăzi numele.

## Distincții
- Ordinul Muncii (1960)
- Ordinul Meritul Științific (1965)
- Profesor universitar emerit (1969)